# David Armstrong-Jones
David Armstrong-Jones, Snowdon 2. grófja (London, 1961. november 3. –) brit bútortervező, belsőépítész, jelenleg a Christie’s brit aukciós ház vezetője. Apja Antony Armstrong-Jones, anyja Margit brit királyi hercegnő, II. Erzsébet királynő húga.
Armstrong-Jones jelenleg a 21. az Egyesült Királyság trónöröklési rendjében.

## Élete
1980–1982 között a Parnham College tanulója volt. Tanulmányai elvégzése után Dorkingban nyitott egy bútortervező és -készítő műhelyt, majd David Linley Furniture Ltd néven megalapította saját vállalkozását, amely bútorok tervezésével és gyártásával, belsőépítészettel foglalkozik.
2006. december 1-jétől a Christie’s brit aukciós ház elnöke.
Apja, Antony Armstrong-Jones, Snowdon 1. grófja 2017. január 13-i halálával ő lett Snowdon 2. grófja.

## Családja
1993-ban vette feleségül Serena Stanhope-ot, Charles Stanhope harringtoni gróf lányát. Két gyermekük született:
- Charles Armstrong-Jones, Linley algrófja (London, 1999. július 1. –), jelenleg a 22. helyen áll a trónöröklési sorban.
- Lady Margarita Armstrong-Jones (London, 2002. május 14. –), aki bátyja után a 23. helyen áll a trónöröklési rendben.